# Inconsolable
"Inconsolable" é o primeiro single da banda norte-americana Backstreet Boys em seu sexto álbum de estúdio, Unbreakable. O single começou a tocar nas rádios dos EUA em 27 de Agosto de 2007. Ele foi lançado oficialmente pela Jive no Z-100, New York's Hit Music Station em 6 de Agosto. Foi composto e produzido por Emanuel Kiriakou (Nick Lachey "What's Left of Me", Katharine McPhee "Ordinary World") e co-composta por Lindy Robbins e Jess Cates (que também escreveram "Incomplete" do mesmo grupo). Ele entrou na parada mexicana em 10 de Setembro de 2007 na posição #94. Em 29 de Setembro, eles também entraram na parada norte-americana Billboard Hot 100, na posição #86.

## Faixas
CD Single
1. "Inconsolable" - 03:36
2. "Close My Eyes" - 04:06

CD Single (Japão)
1. "Inconsolable" - 03:36
2. "Inconsolable" (Instrumental) - 03:36

## Desempenho nas paradas
| Parada (2007)      | Melhor posição |
| ------------------ | -------------- |
| Canadá             | 68             |
| Billboard Pop 100  | 53             |
| Billboard Hot 100  | 86             |
| Lituânia           | 10             |
| Suécia             | 22             |
| Turquia            | 26             |
| United World Chart | 30             |